# Matsubara Yoshika
Matsubara Yoshika (sinh ngày 19 tháng 8 năm 1974) là một cầu thủ bóng đá người Nhật Bản.

## Đội tuyển bóng đá quốc gia Nhật Bản
Matsubara Yoshika được triệu tập vào đội tuyển Nhật Bản tham dự Thế vận hội Mùa hè 1996.